# دائرة عين لشياخ
دائرة عين لشياخ إحدى دوائر  ولاية عين الدفلى الجزائرية .  عاصمتها هي عين لشياخ  وتضم بلديات  : 
- عين لشياخ
- عين سلطان
- وادي الجمعة